# Pareulype sineliturata
Pareulype sineliturata är en fjärilsart som beskrevs av Culot 1919. Pareulype sineliturata ingår i släktet Pareulype och familjen mätare. Inga underarter finns listade i Catalogue of Life.